# Jeremy Fragrance
Daniel Schütz, född Daniel Sredzinski, 5 februari 1989 i Oldenburg, dåvarande Västtyskland, känd som Jeremy Fragrance, är en tysk entreprenör, mediepersonlighet och influencer. Han är särskilt känd för sina videos på Youtube och TikTok där han recenserar parfymer. Under 2018 lanserade han varumärket Fragrance One.